# Вулиця Саксаганського (Київ)
Ву́лиця Саксага́нського — вулиця в Печерському, Голосіївському та Шевченківському районах міста Києва, місцевості Євбаз, Нова Забудова, Паньківщина. Пролягає від Еспланадної вулиці до Галицької площі.
Перетинається з вулицями Шота Руставелі, Велика Васильківська, Антоновича, Володимирська, Тарасівська, Паньківська, Павла Скоропадского та Симона Петлюри.

## Назви в різний час
- Велика Жандармська та Мала Жандармська — з 1850-х років.
- Жандармська — з 1881 року.
- Маріїнсько-Благовіщенська — з 1888 року.
- Леоніда П'ятакова, П'ятакова — з 1919 року[1][2], на честь українського революціонера-більшовика Л. Л. П'ятакова[3].

Сучасна назва на честь українського актора та режисера Панаса Саксаганського — з 1937 року (підтверджено 1944 року).

## Історія

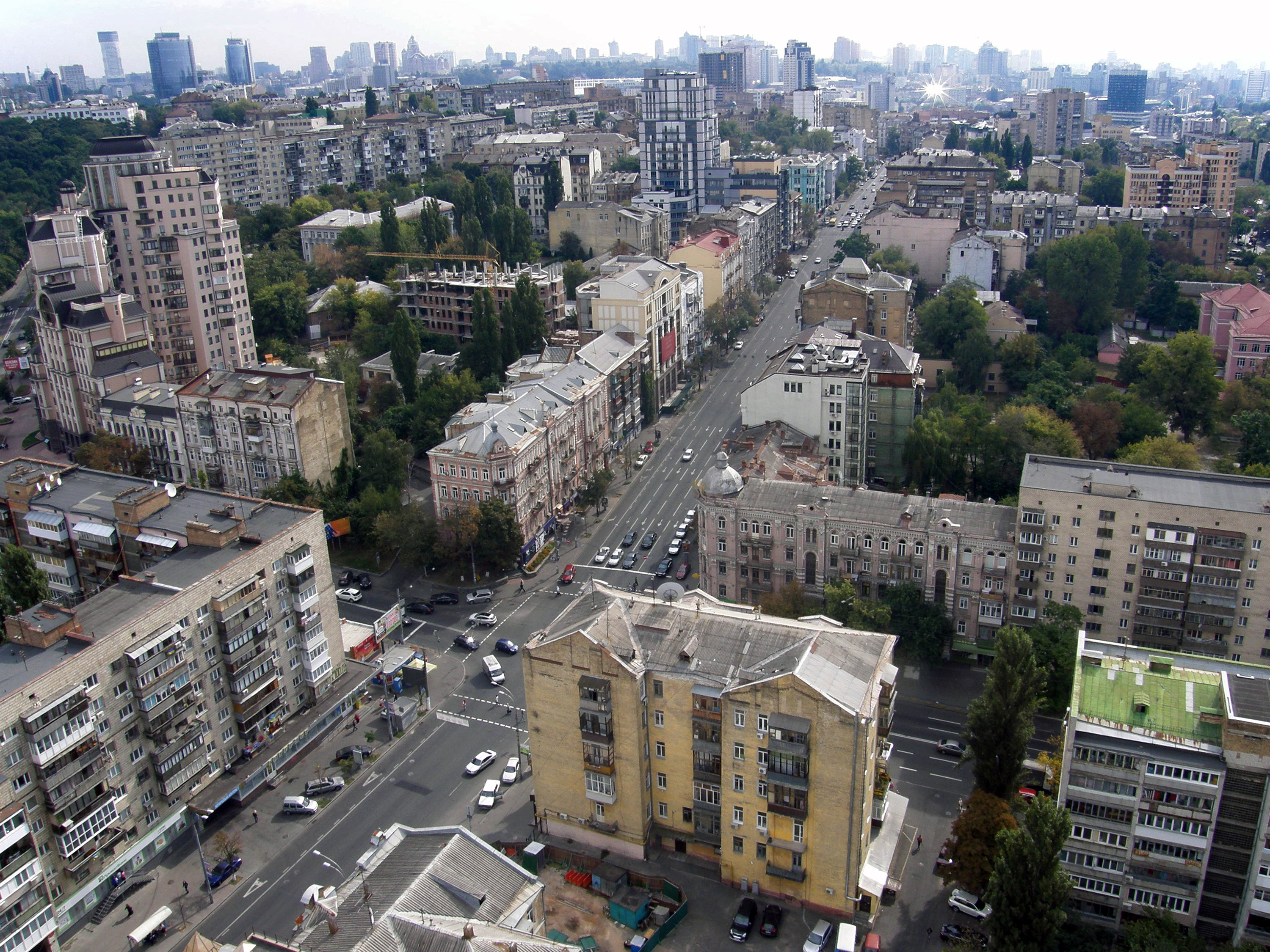
вулиця Саксаганського від перетину вулиці Гетьмана Павла Скоропадського

У 1830-х роках, у зв'язку з будівництвом Нової Печерської фортеці, що мало наслідками фактичне знесення Печерську і виселення його мешканців у інші частини міста, почалося освоєння місцевості південніше Золотих воріт. Тоді ж почалося розпланування і забудова простору між колишніми валами давньоруських часів і долиною річки Либідь на півдні та південному заході. Було прокладено десятки нових вулиць, а загалом місцевість здобула назву Новоє Строєніє (Нова Забудова).
Тоді ж від еспланади фортеці в бік Шулявки було заплановано прокласти дві нових вулиці — Велику Жандармську (до Тарасівської вулиці) та Малу Жандармську (від Паньківської вулиці до району майбутньої Галицької площі). Ці вулиці показані як проектовані на планах 1840-х років.
Вулицю було прокладено вже у 1850-х роках.
Простір між вулицями Паньківською та Тарасівською був зайнятий приватними садибами, через які в середині 1880-х років було прорізано шлях і дві самостійні вулиці були об'єднані в одну — Жандармську.
Згодом, через появу на вулиці Маріїнської громади та будівництва церкви Благовіщення, 1889 року вулицю було названо Маріїнсько-Благовіщенською. Маріїнську громаду сестер милосердя було організовано в 1878 році, після закінчення російсько-турецької війни. Громада займалася наданням медичної допомоги пораненим військовикам; кияни охоче жертвували гроші на таку справу, а видатний філантроп Нікола Терещенко надав 10 тисяч карбованців на придбання земельної ділянки на сучасній вулиці Саксаганського. У 1913 році там було зведено будівлю Маріїнської громади Червоного Хреста (зараз — буд. № 75). Будинок збудовано архітектором Валеріаном Риковим, у стилі венеційського ренесансу, фасад прикрашено рельєфами на тему догляду за пораненими та скульптурами майстра Федіра Балавенського, що символізують Любов, Милосердя, Життя та Медицину.
Друга частина в назві вулиці походить від Благовіщенської церкви, збудованої в 1887 році архітектором Володимиром Ніколаєвим та знесеної в 1935 році. Від церкви залишилася тільки будівля церковно-парафіяльної школи (№ 64).
В той же час (1880—1900-ті роки) вулиця стає місцем проживання чи тимчасового перебування видатних діячів української культури та мистецтва — Михайла Старицького (мешкав у будинку № 93), Миколи Лисенка (мешкав у будинку № 95), Лесі Українки (мешкала в будинках № 97, 101, 115), Олени Пчілки, Івана Франка, Євгена Чикаленка (мешкав у будинках № 54, 91). Вулиця в цей період впорядковується, замощується, по ній прокладається трамвайна лінія (1897 рік), будуються багатоповерхові будинки, що й дотепер визначають обличчя вулиці.
Сучасна вулиця Саксаганського дає чудове уявлення шанувальникам міської забудови кінця XIX — початку XX століття про напрями архітектури, характерні для того часу. А велика кількість добре збережених старих будинків робить вулицю однією із найцікавіших вулиць міста.

## Установи та заклади
- Будинок кіно (буд. № 6)
- Відділення зв'язку № 33 (буд. № 48)
- Почесне консульство республіки Еквадор (буд. № 52)
- Готель «Кооператор» (буд. № 53/80)
- Загальноосвітня середня школа № 21 (буд. № 64)
- Міський шкірно-венерологічний диспансер (буд. № 72)
- Державний інститут медицини праці (буд. № 75)
- Відділення зв'язку № 32 (буд. № 88)
- Будинок-музей Михайла Старицького (буд. № 93)
- Будинок-музей Миколи Лисенка (буд. № 95)
- Будинок-музей Лесі Українки (буд. № 97)
- Центральна поліклініка № 2 Шевченківського району м. Києва (буд. № 100)
- Шевченківське районне управління юстиції м. Києва (буд. № 110)
- Завод «Київмедпрепарат» (буд. № 139)

## Пам'ятки історії та архітектури
- № 12 — прибутковий будинок (1910-ті рр.);
- № 43 — садиба (1890-ті рр.);
- № 58 — прибутковий будинок співака Оскара Ісаковича Каміонського (архітектор Йосип Зекцер, 1914 р.);
- № 65 — колишня будівля Вукоопромради, 1935
- № 72 — прибутковий будинок лікаря Оскара Назаровича Каміонського (архітектор Йосип Зекцер, 1906—1914 рр.)
- № 75 — колишня Маріїнська громада, (архітектор Валеріан Риков, 1913 р.);
- № 93 (1892 р.);
- № 95;
- № 96 — будинок Клуга;
- № 97;
- № 106 — будинок з іфритами;
- № 108 — колишня будівля ЮРОТАТ (Южнорусское Общество Торговли Аптечными Товарами), архітектор Олександр Хойнацький, 1899 р.);
- № 147/5 — прибутковий будинок (архітектор Андрій-Фердінанд Краусс, 1900—1903).

Також історичну та архітектурну цінність мають будинки № 2/34, 3, 4, 5, 9, 10, 13, 15, 20, 22, 23, 24, 25, 26/26, 27, 28, 30, 31, 32, 33/35, 34, 36, 37, 38, 40, 41, 42 (1930, арх. Лев Толтус), 44, 44е, 46, 48, 51, 52, 57, 59, 60, 61/17, 63/28, 64 (колишній будинок причту Благовіщенської церкви), 66, 67, 68, 69, 72, 74, 76, 77, 78 (1911, арх. Микола Шехонін), 79, 81, 83, 84/86, 89, 91, 92, 99, 100, 101, 102, 103, 104, 107, 109, 110, 111 (знесено у вересні 2013 року), 112, 113, 117, 123, 125, 127, 129, 131, 133, 135, 139, 143.

## Особистості
На вулиці Саксаганського в різний час мешкали, працювали чи тимчасово перебували ряд видатних діячів культури, мистецтва, науки, літератури.
У будинку № 91 розташовувалася редакція часопису «Літературно-науковий вісник». Тут же мешкав визначний український громадський діяч Євген Чикаленко. Неодноразово бував український політичний діяч і письменник Володимир Винниченко.
У будинку № 95-б квартирував видатний український композитор Микола Лисенко, а в студентські роки там разом з ним жив Максим Рильський.
У будинку № 97 проживали вчений та громадський діяч Михайло Драгоманов та його молодша сестра, матір Лесі Українки, українська письменниця Лариса Косач (Олена Пчілка). Сама ж Леся Українка в різні роки проживала в будинках 97, 101, 115.
У будинку № 24 після революції жили численні діячі кіно — кінооператор Данило Демуцький, режисери Ігор Савченко, Петро Вершигора, Ісаак Шмарук, Володимир Браун, Леонід Луков, письменник Юрій Дольд-Михайлик.
В садибі, яка розташовувалася на місці сучасного будинку № 67, у 1907 році жив видатний український письменник Борис Грінченко. У будинку № 44 працював Микола Островський, у 1944–1945 роках жили український радянський поет Степан Олійник та український прозаїк А. І. Гуреєв. У будинку № 61 в першій половині XX століття жив український літературознавець і викладач Олександр Дорошкевич, у № 99 — вчений та інженер-будівельник Володимир Леонтович, у № 74 — засновник школи наукової фотографії Микола Петров, у № 22 — кінорежисер Григорій Козинцев, тут бував Ілля Еренбург.
У будинку № 84/86 на розі сучасних вулиць Саксаганського і Льва Толстого пройшло дитинство відомого дитячого письменника Миколи Носова, чия родина після революції проживала в колишній генеральській квартирі на останньому поверсі.
Прибутковий будинок № 33 на розі сучасних вулиць Саксаганського та Горького, побудований у 1910–1911 роках у стилі неоготики, належав підприємцю Хаїму-Беру Гронфайну. На його доньці Євгенії, усупереч волі батька, одружився тоді ще бідний студент Київського комерційного інституту Ісак Бабель, який після Жовтневої революції став відомим письменником.
Також на вулиці Саксаганського в різні роки жили: український письменник Михайло Старицький (будинок № 93), видатний письменник Шолом-Алейхем (№ 27), філолог та академік АН Володимир Перетц (№ 74), архітектори Василь Осьмак, Михайло Бобрусов (буд. № 78, 78-б); бували чи працювали лікар-терапевт Микола Стражеско (будинок № 75), видатні письменники Іван Франко, Михайло Коцюбинський (сучасний будинок № 54-56) та Костянтин Паустовський (будинок № 147/5), художник Опанас Сластіон, композитори Микола Римський-Корсаков, Кирило Стеценко, артистка Марія Заньковецька, співак Олександр Мишуга, тогочасні студенти музично-драматичної школи Михайло Микиша, Лев Ревуцький, Олексій Ватуля.
В одному з будинків на вулиці П'ятакова (нині — Саксаганського) мешкав у 1925—1941 роках поет і прозаїк Григорій Шурмак — автор широковідомої «блатної» пісні «По тундре, по железной дороге» (1942). Навчався в школі-семирічці № 131, потім у десятирічці № 33 (вул. Саксаганського, 36-А). Сусідами Г. М. Шурмака та друзями його дитинства були майбутні російські поети Наум Коржавін і Лазар Шерешевський, які навчалися в школі № 44 (усі троє — уродженці цього району Києва).

## Меморіальні дошки
- Володимирові Челомею (№ 3)
- Загиблим діячам кіно (№ 6)
- Вітольдові Камінському (№ 20)
- Володимирові Брауну,  Данилові Демуцькому (№ 24)
- Шолом-Алейхему (№ 27)
- Комісії з розробки  Конституції України (№ 41)
- Підпільному Радянському райкому ЛКСМУ м. Києва (№ 44)[9]
- Миколі Стражеску (№ 75)
- Першому з'їзду  Червоного Хреста України (№ 75)
- Михайлові Старицькому (№ 93)
- Миколі Лисенку (№ 95-б)
- Лесі Українці (№ 97[10], 101)
- Андрієві Згурському (№ 99)
- Підпільному Московському райкому КП(б) України (буд. № 129)[9]

Володимирові Челомею
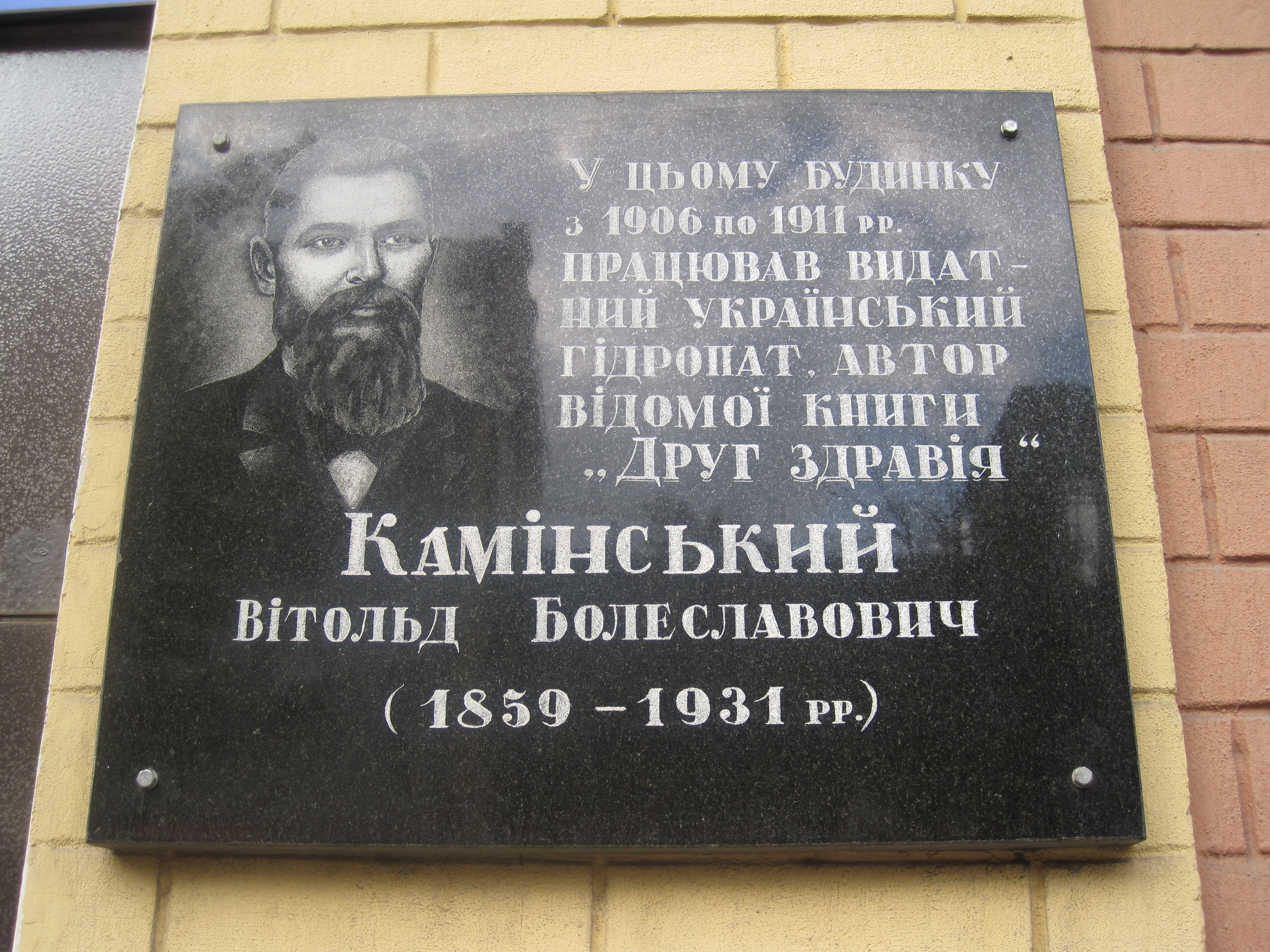
Вітольдові Камінському
Данилі Демуцькому
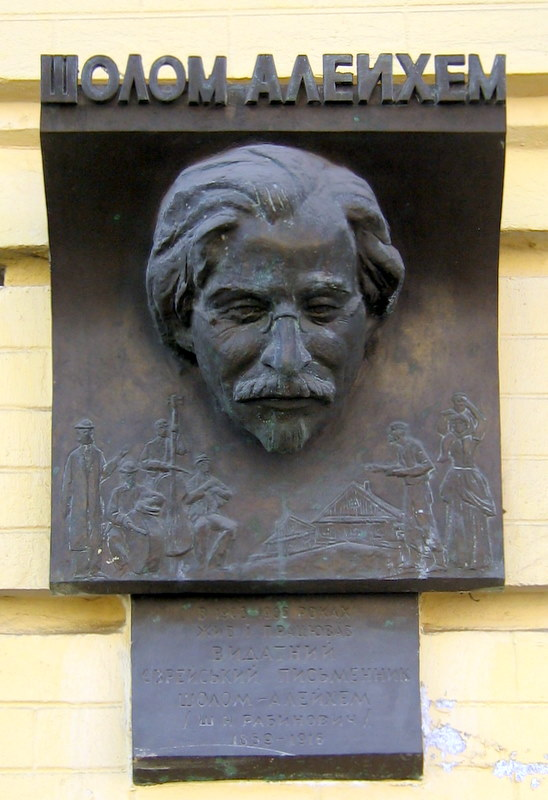
Шолом-Алейхему
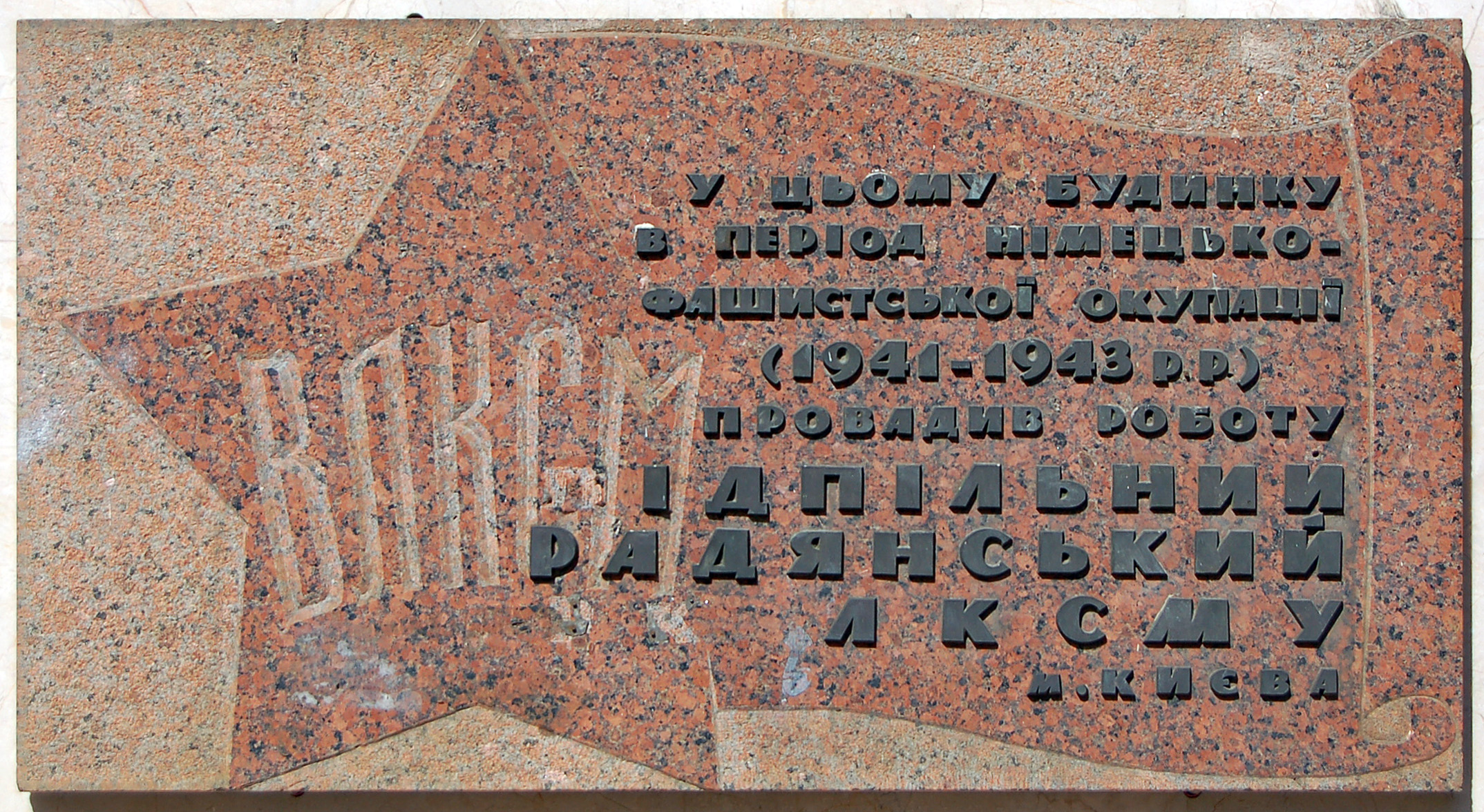
Підпільному Радянському райкому ЛКСМУ
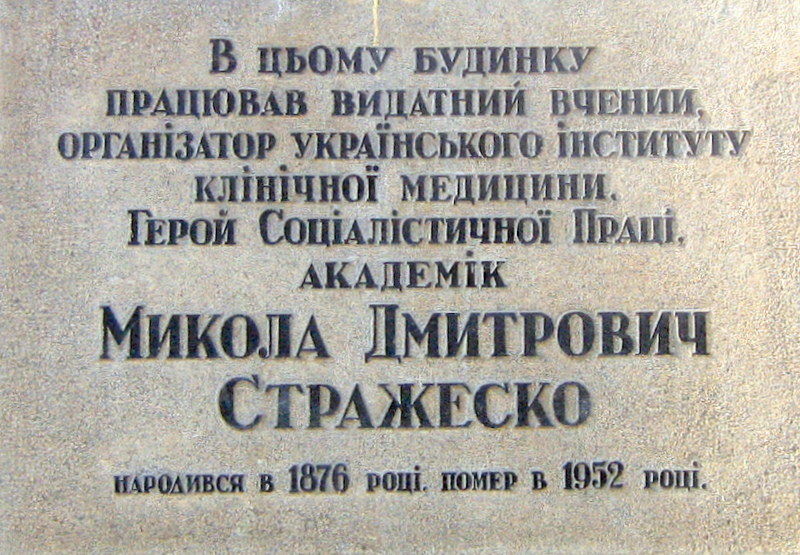
Миколі Стражеску
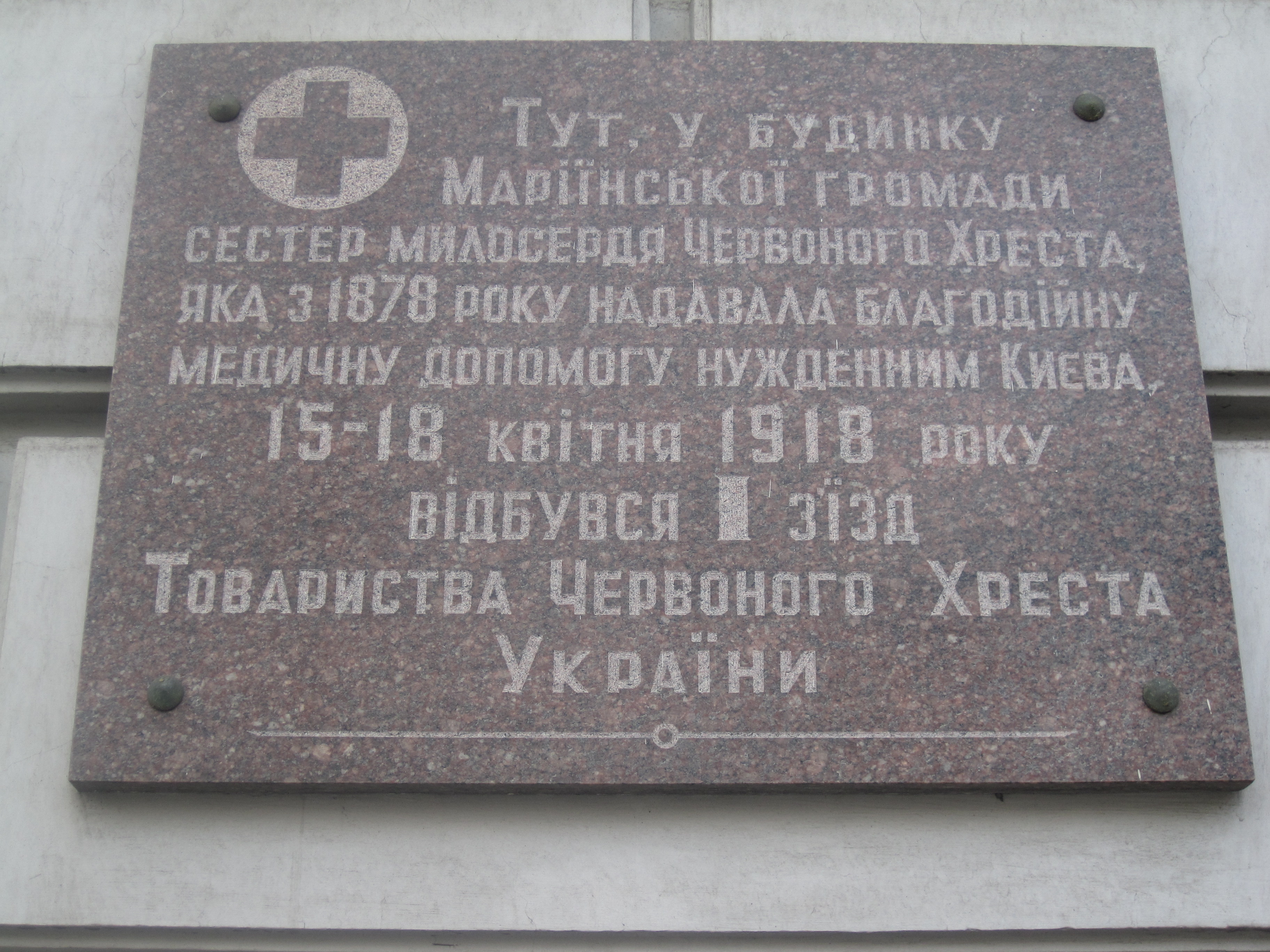
Першому з'їзду Червоного Хреста України
Миколі Лисенку
Лесі Українці[10]
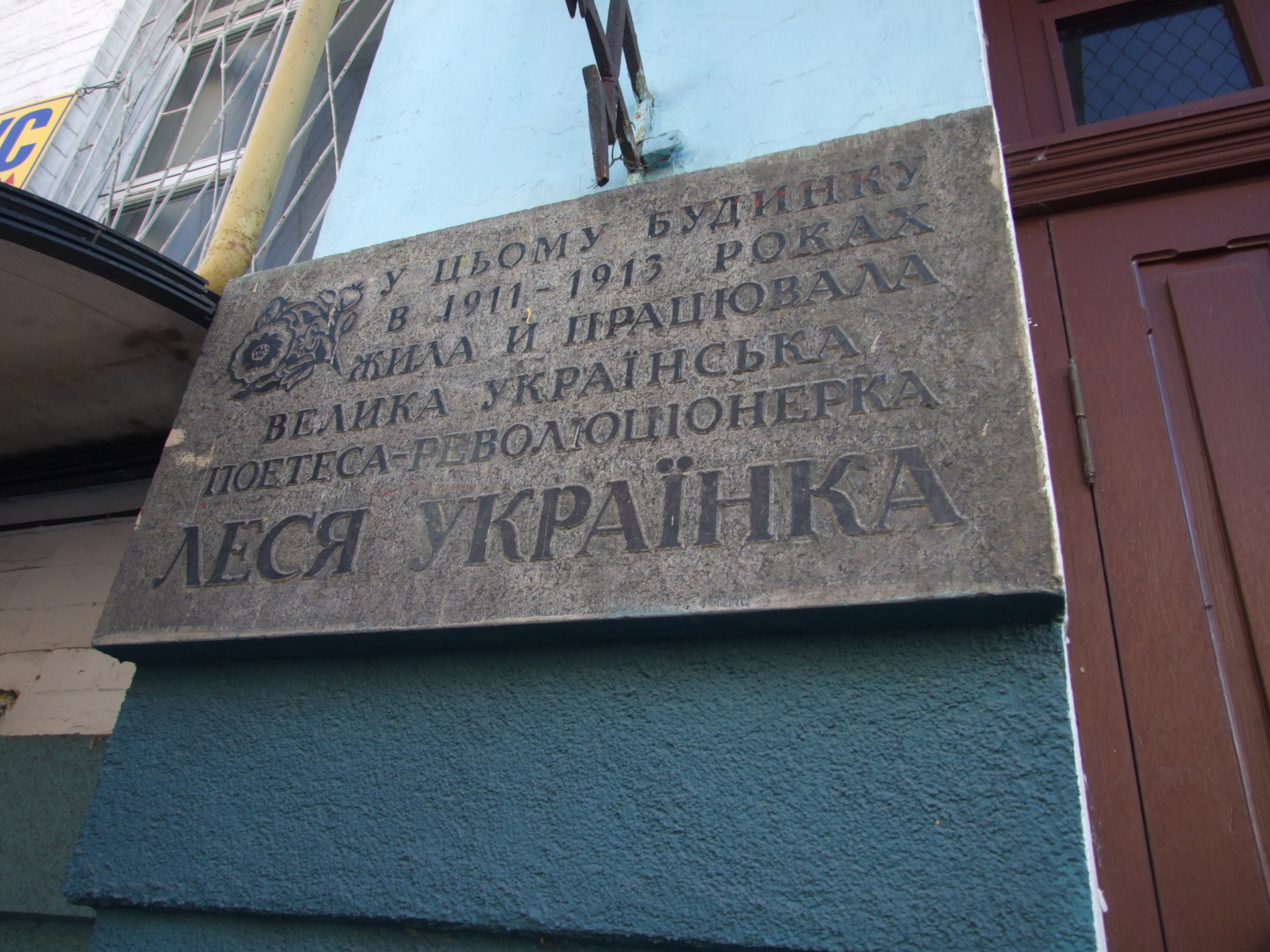
Лесі Українці
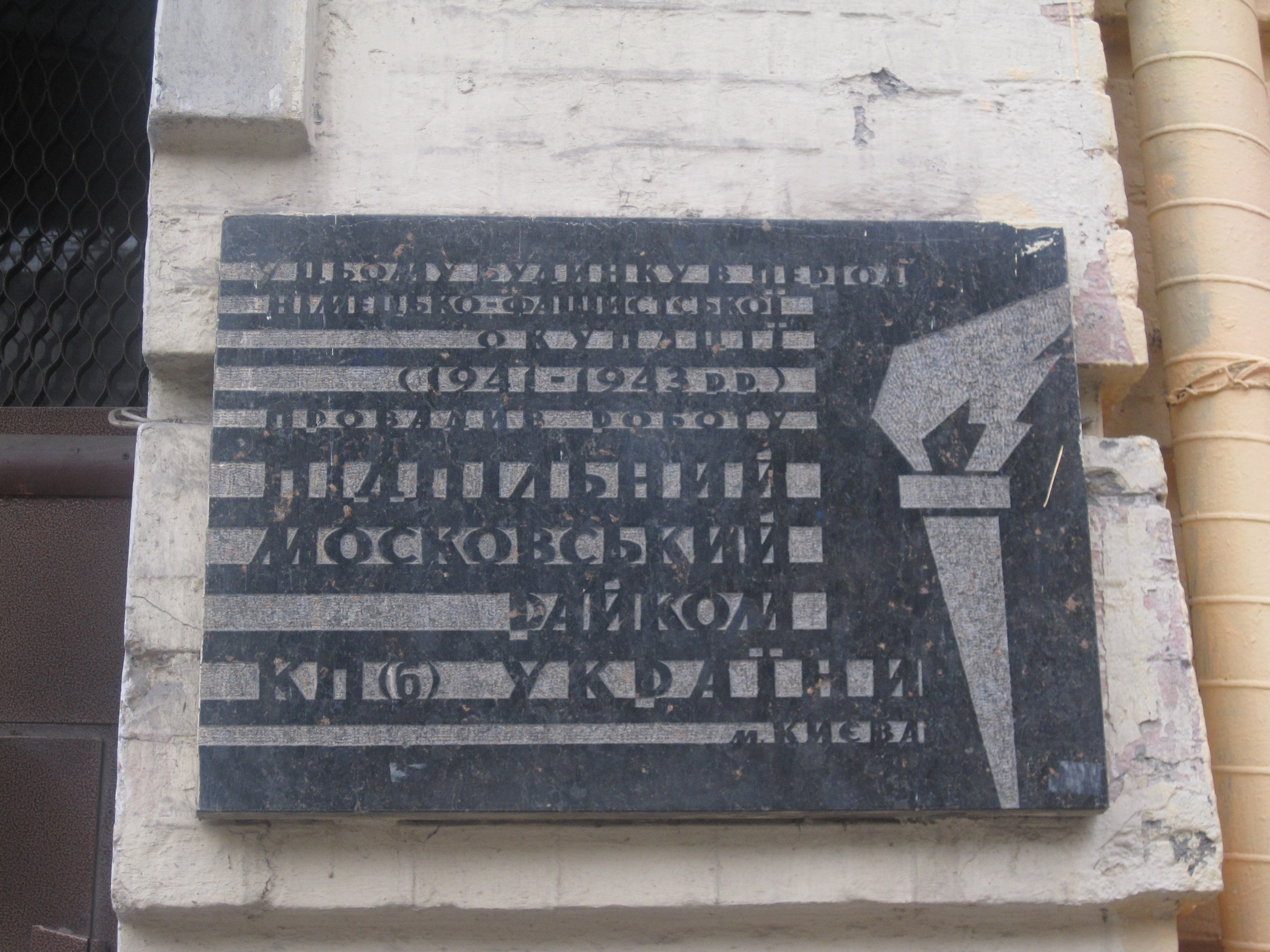
Підпільному Московському райкому КП(б)У

## Будинки на вулиці Саксаганського

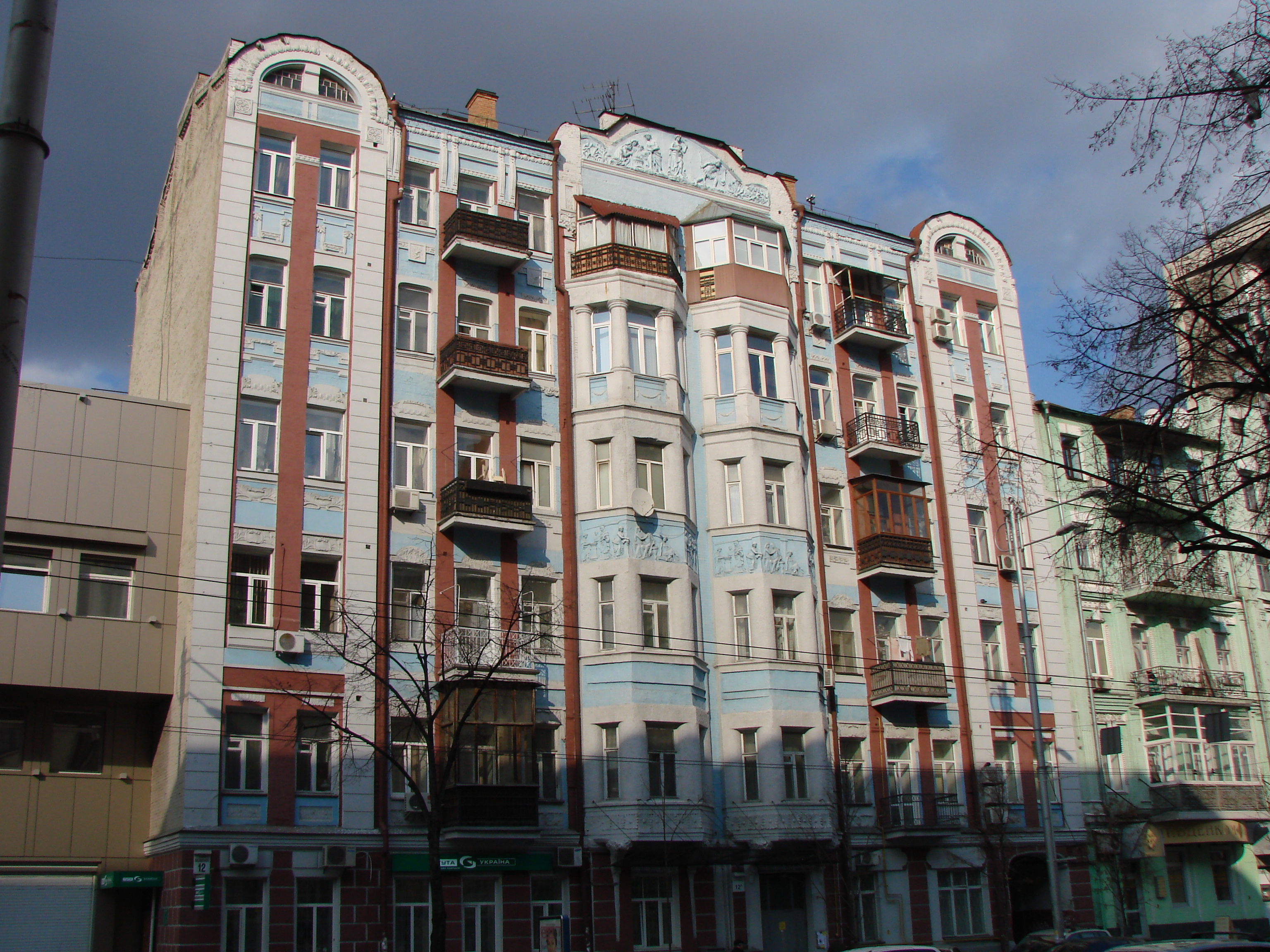
Будинок № 12
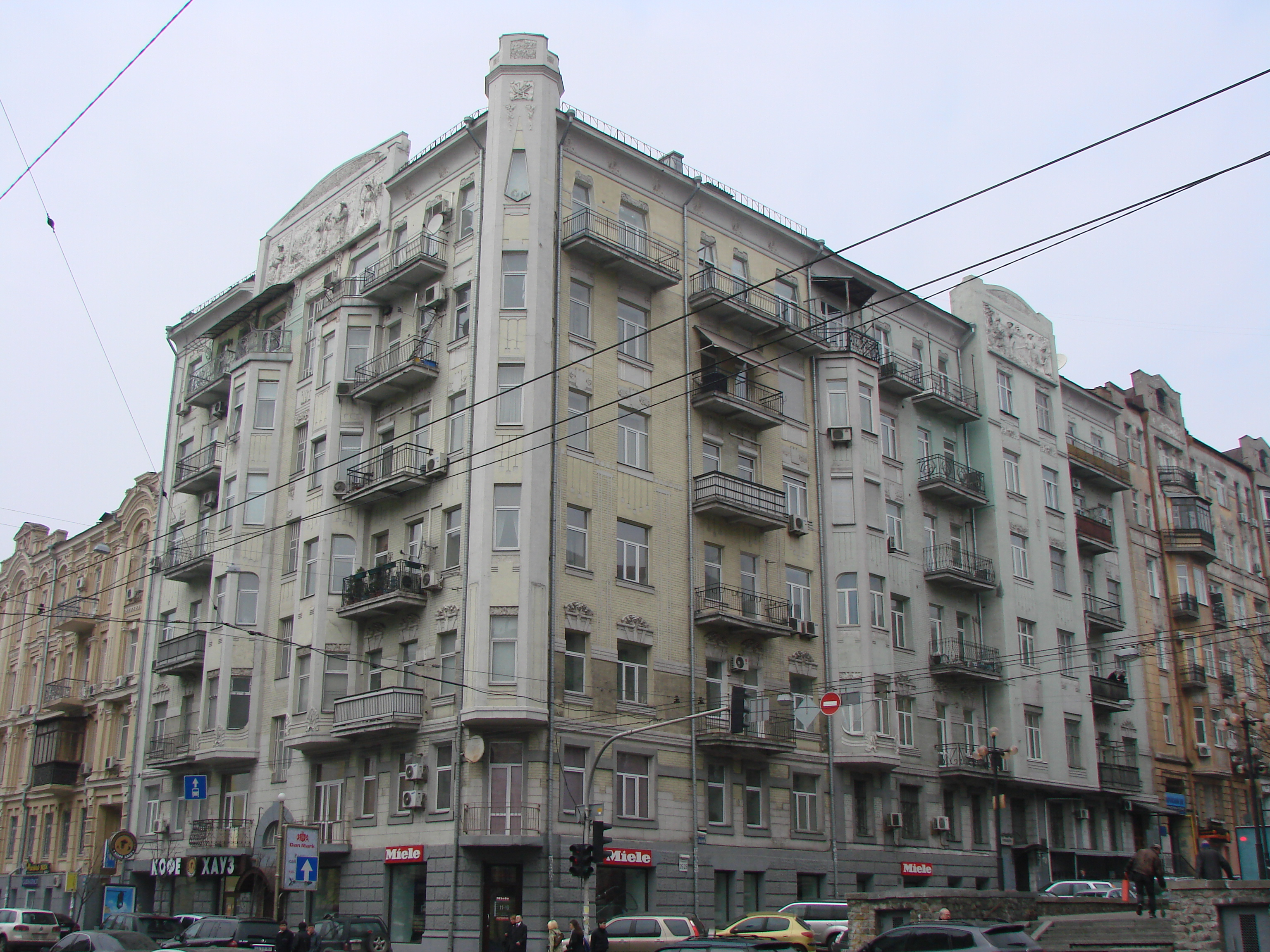
Будинок на розі вулиць Саксаганського та Антоновича (№ 26/26)
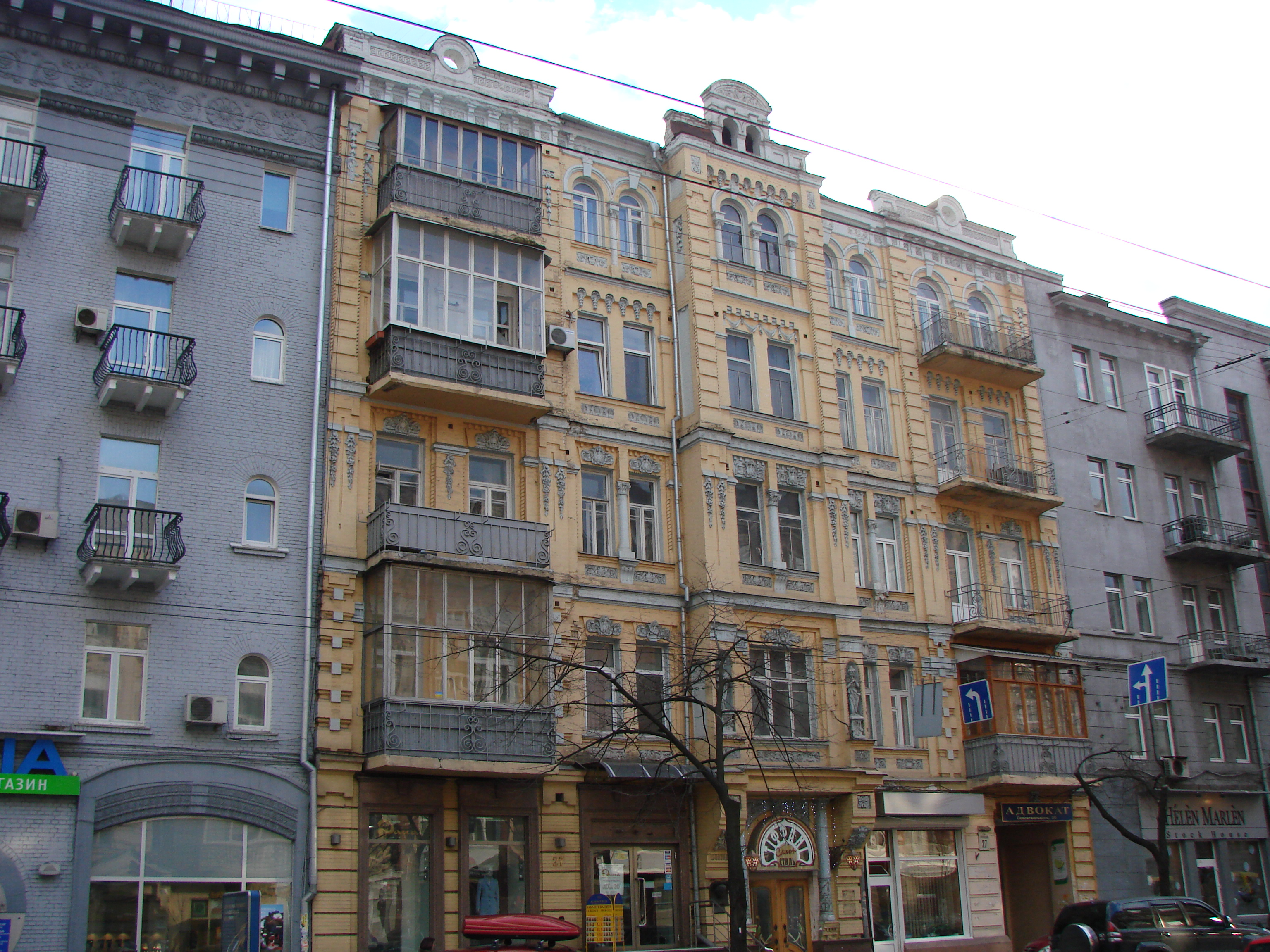
Будинок № 27
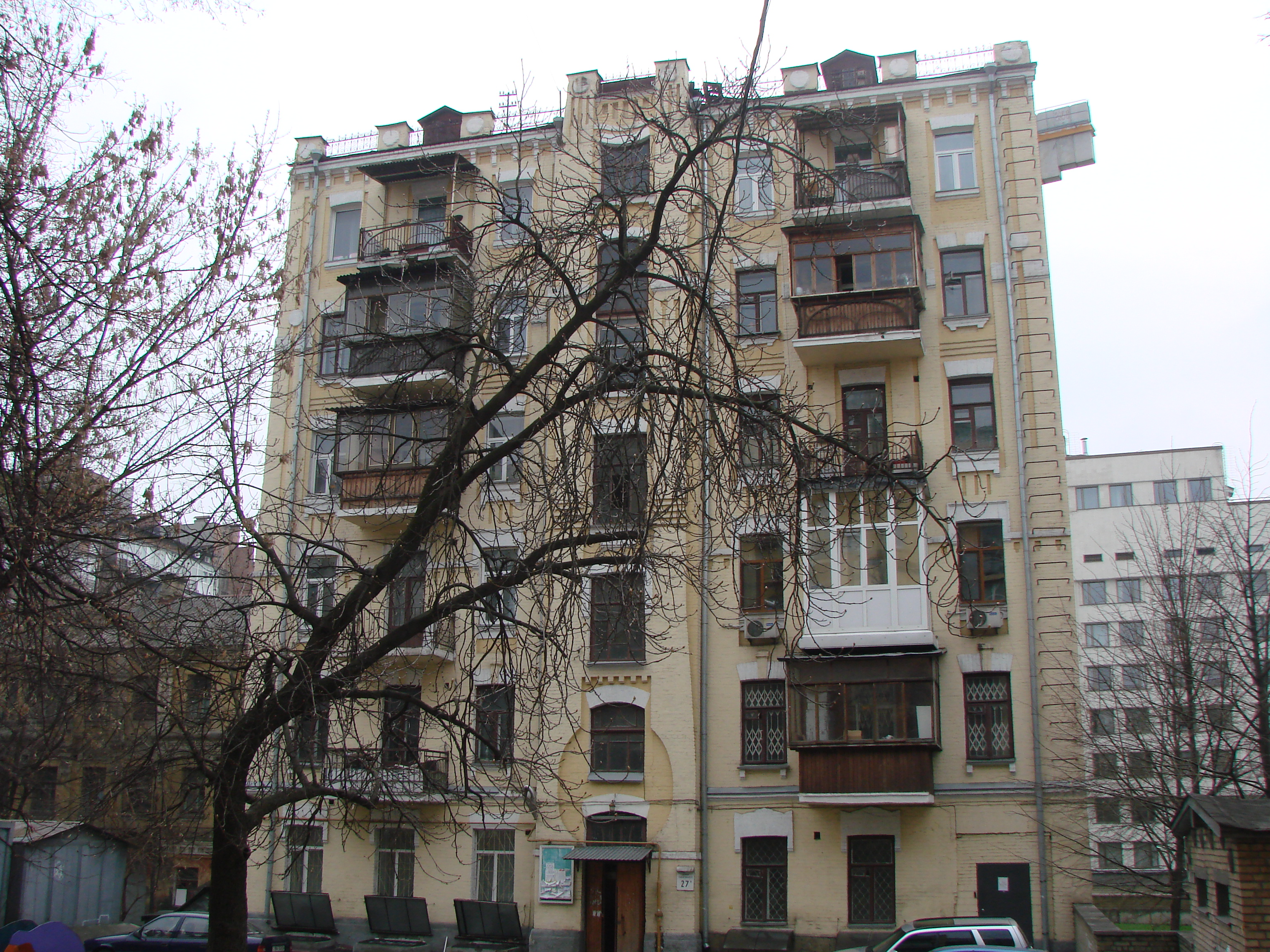
Будинок № 27 б
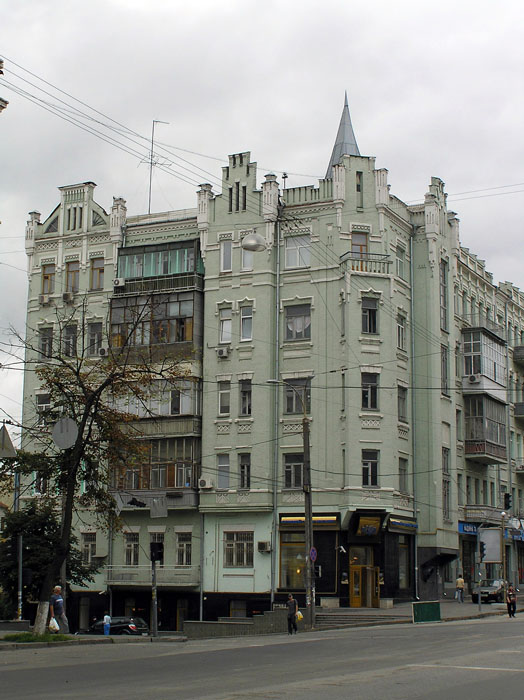
Будинок на розі вулиць Саксаганського та Антоновича (№ 33)
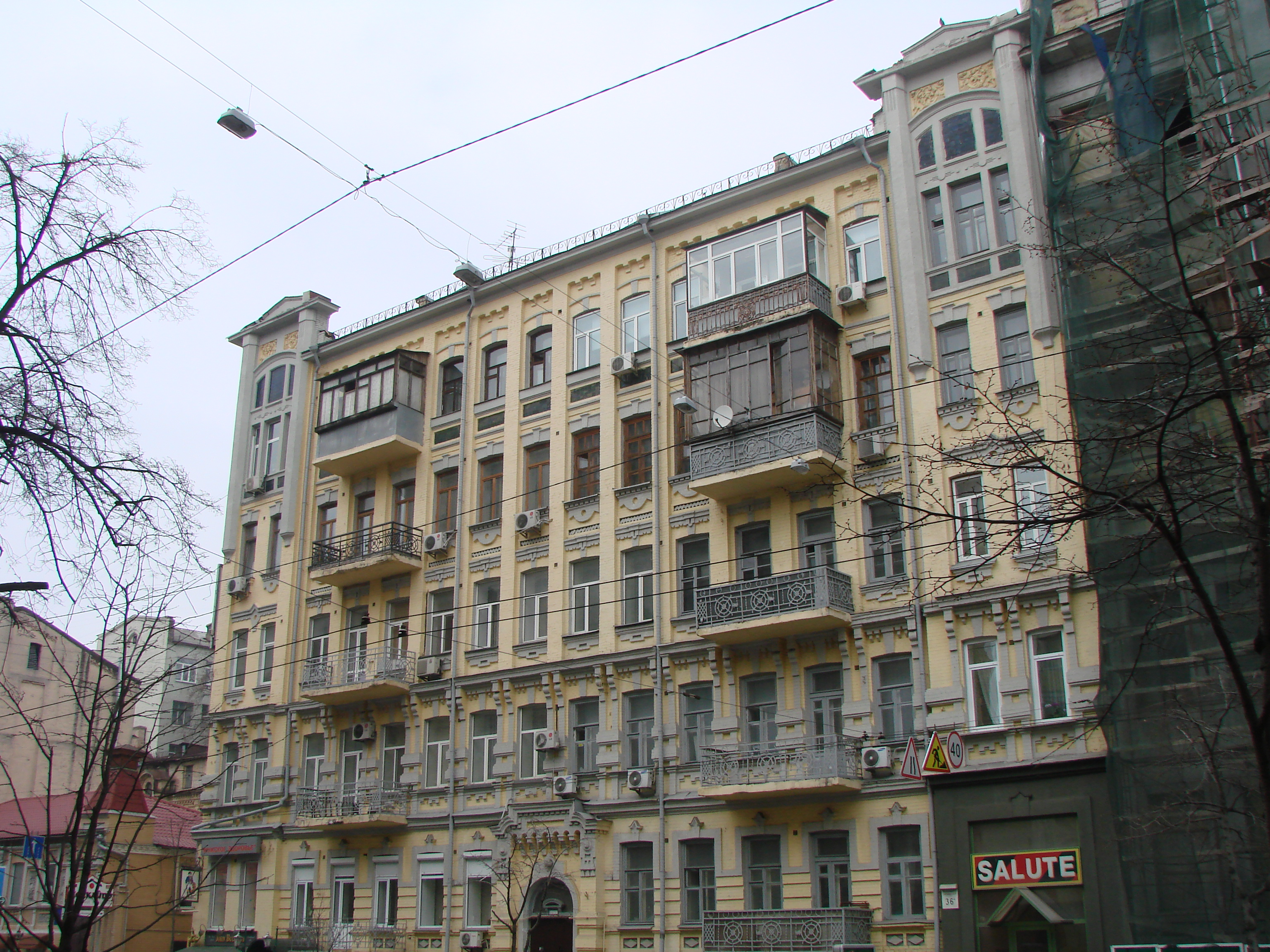
Будинок № 36
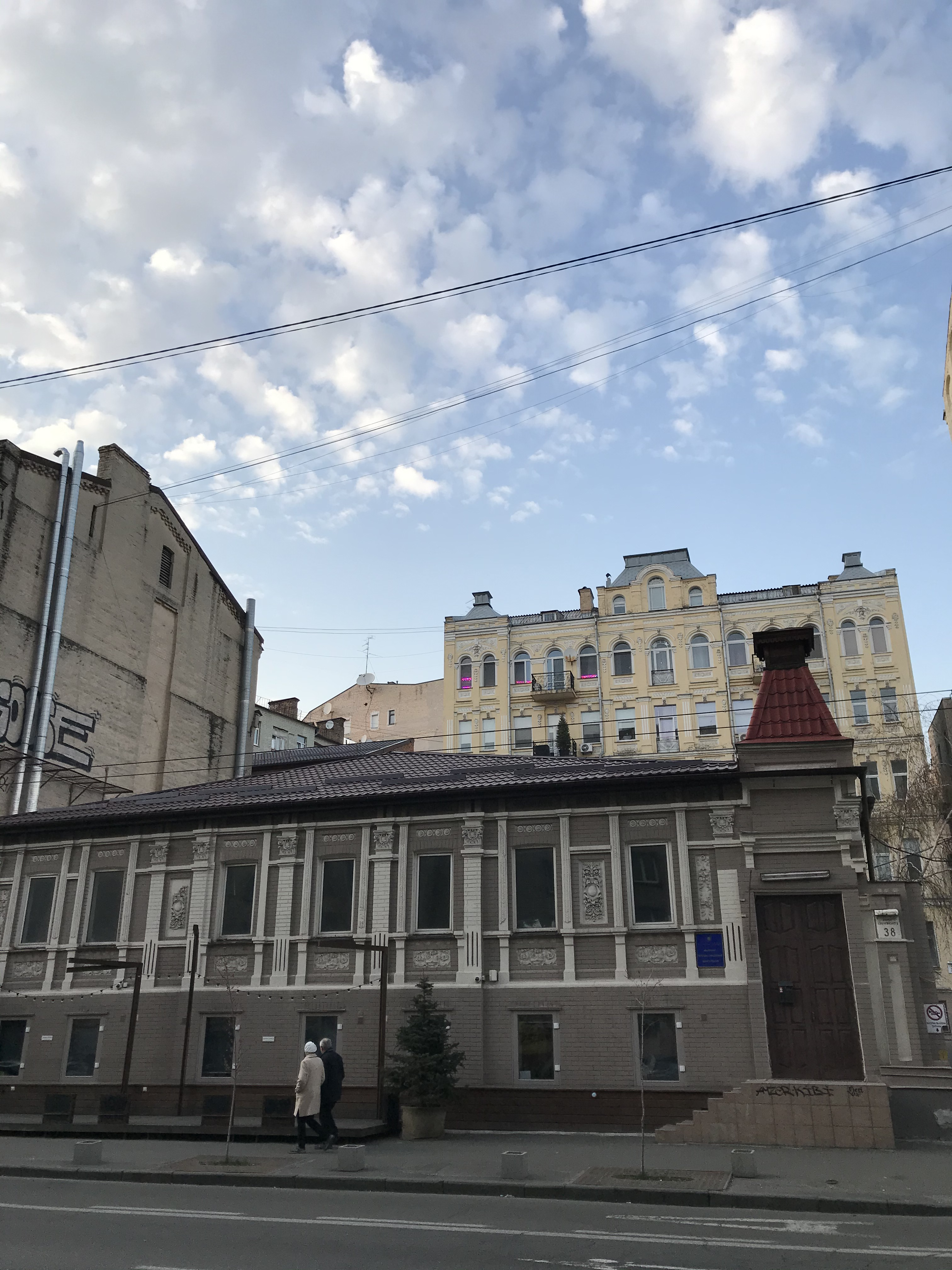
Будинок і флігель № 38
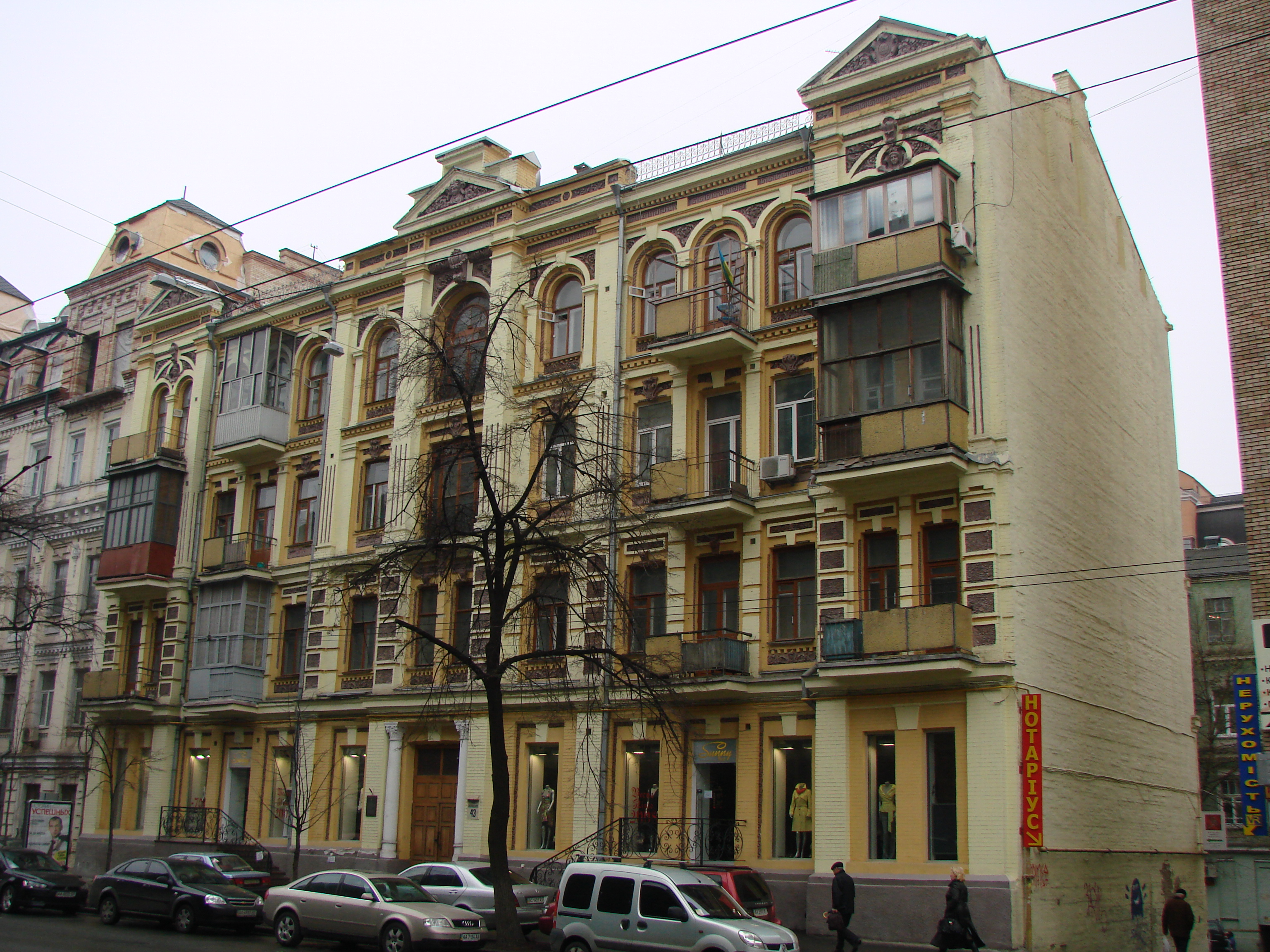
Будинок № 43
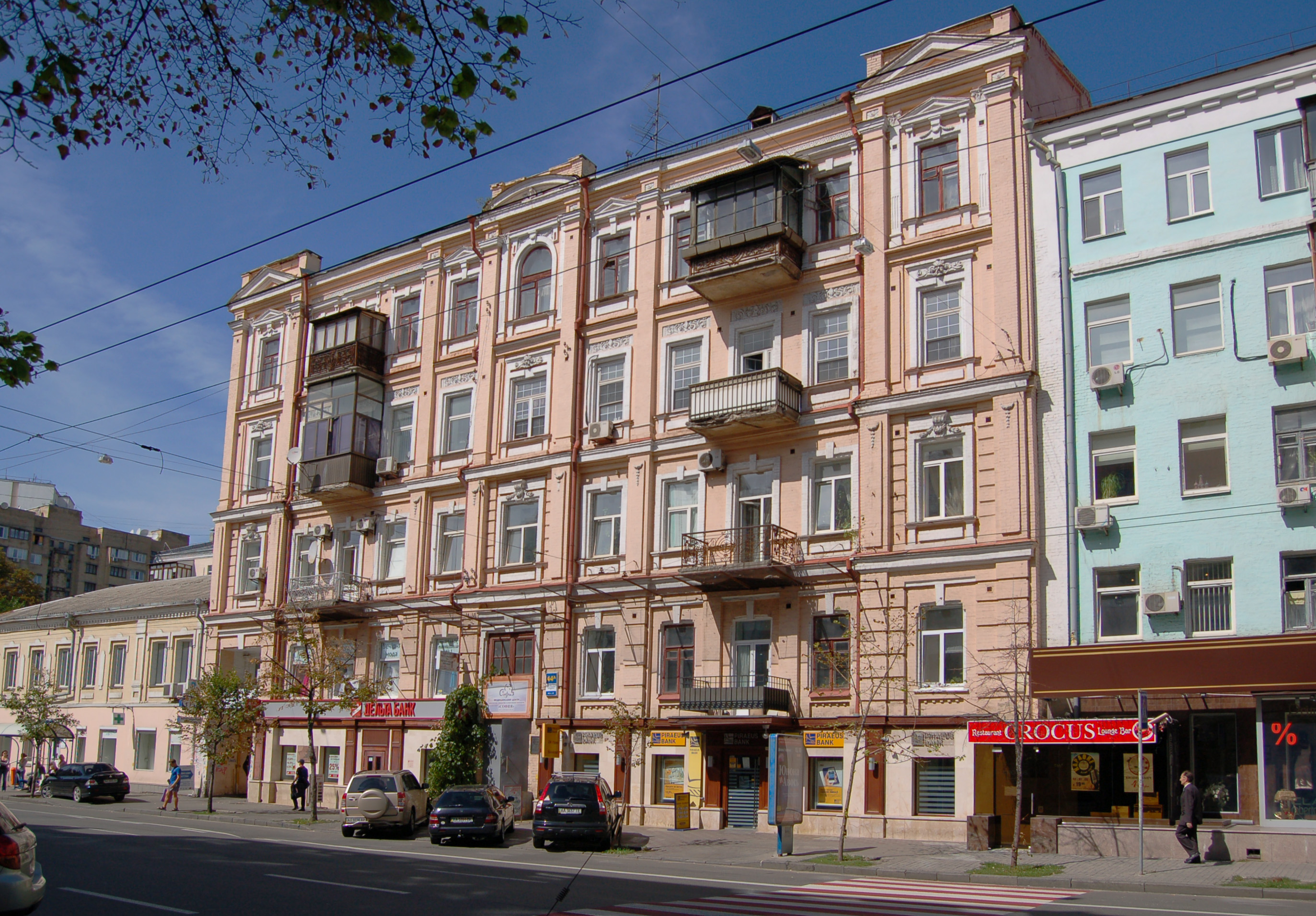
Будинок № 44
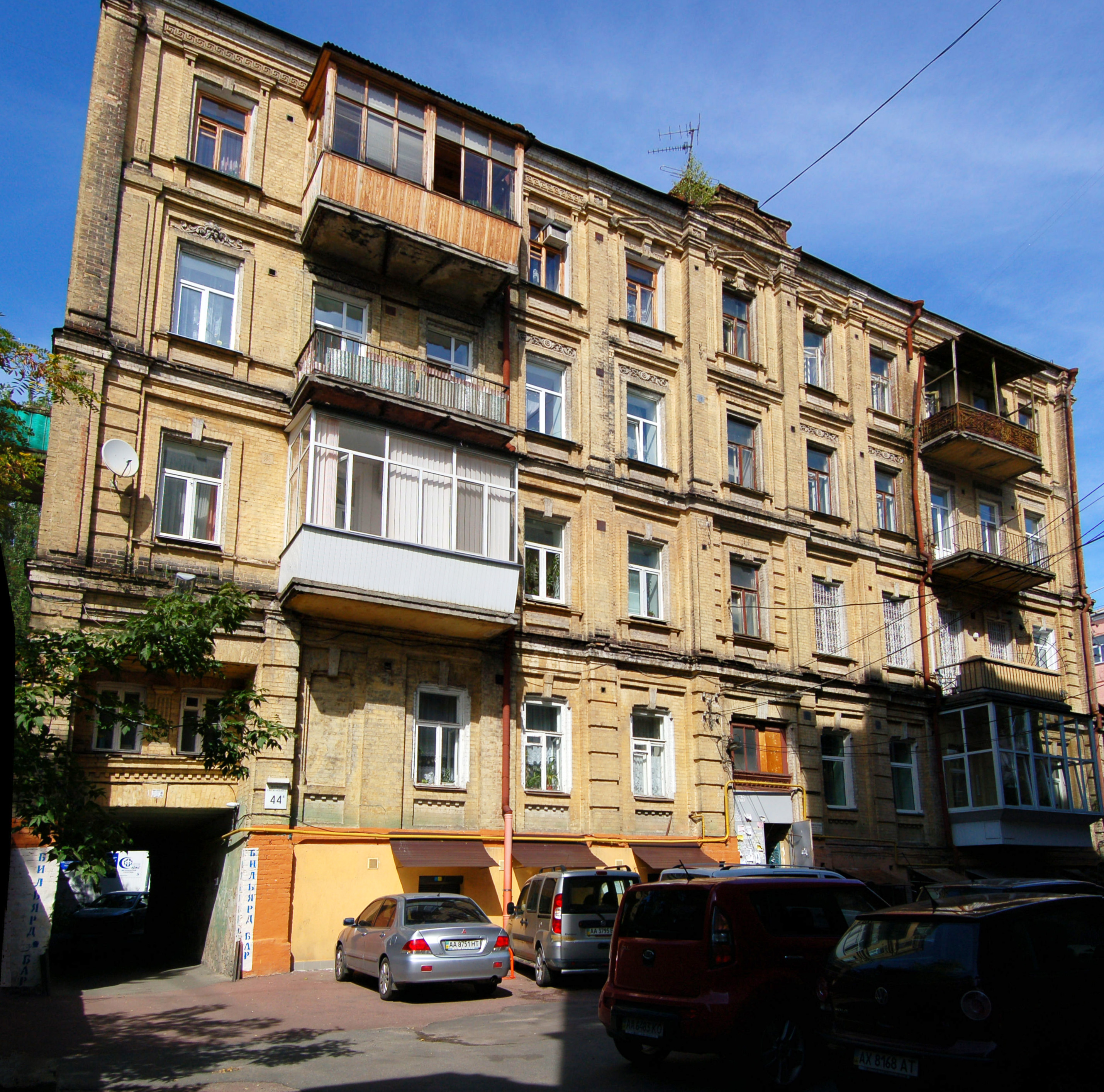
Будинок № 44-Б
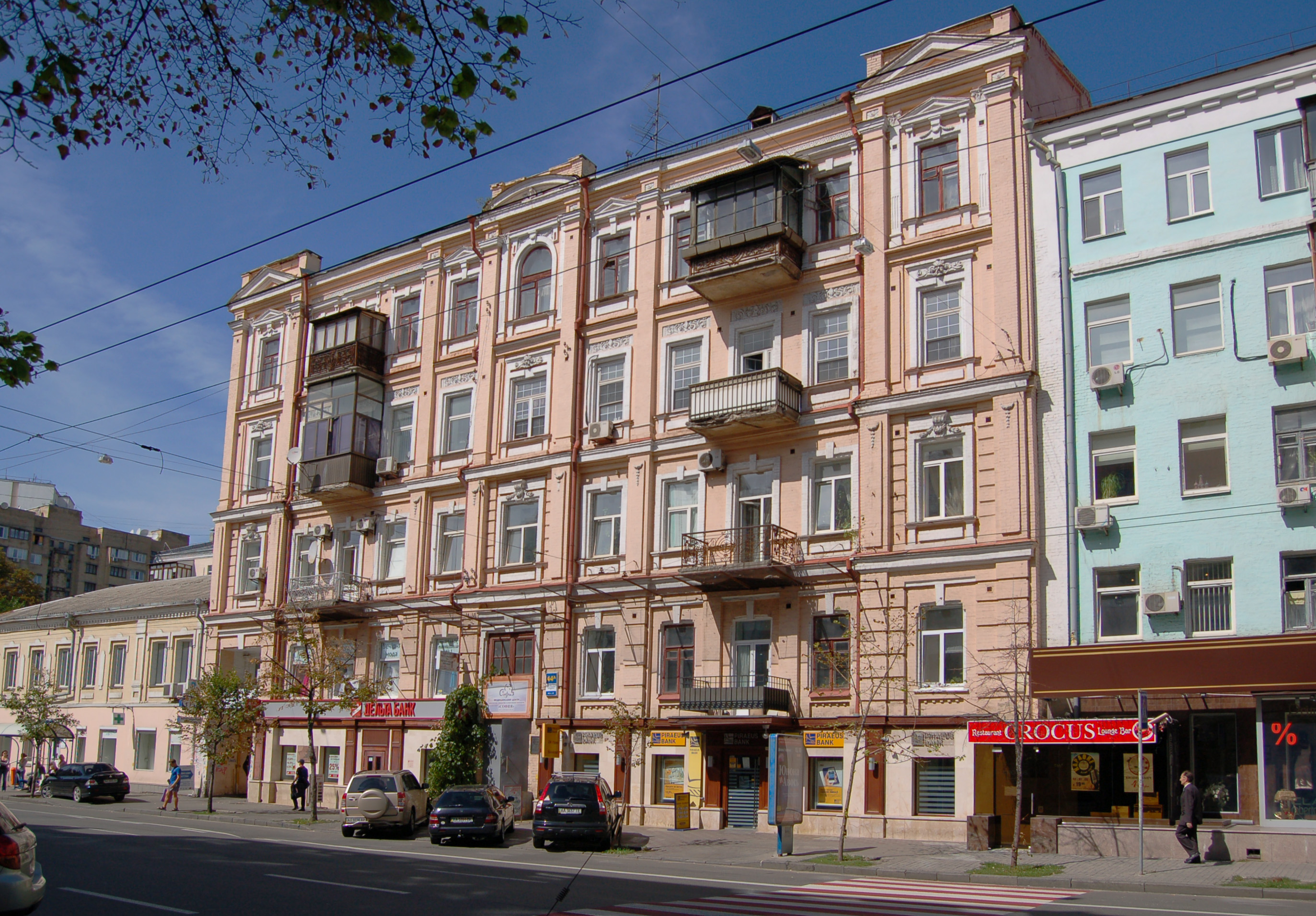
Будинок № 46
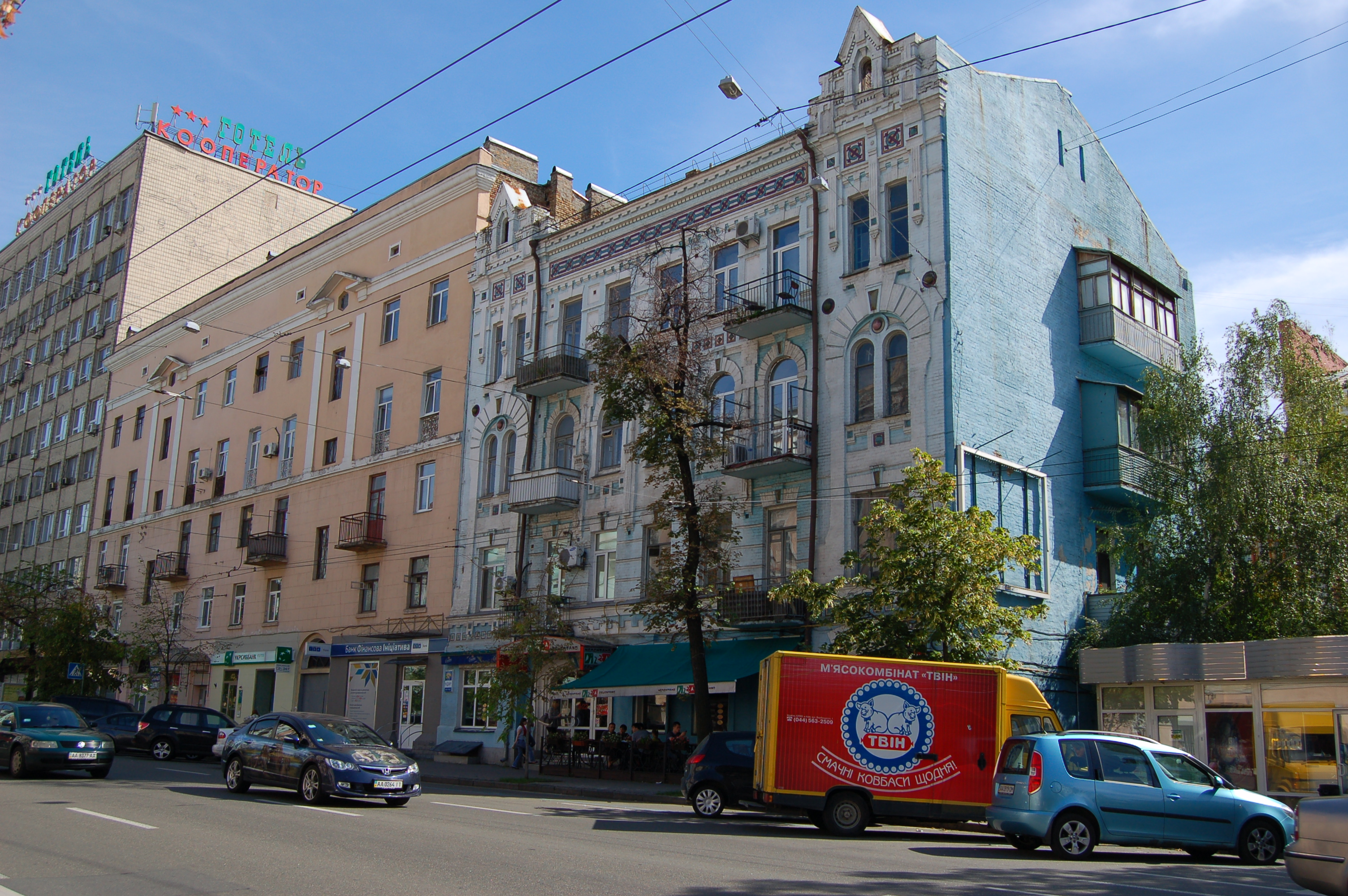
Будинки № 55 та 57
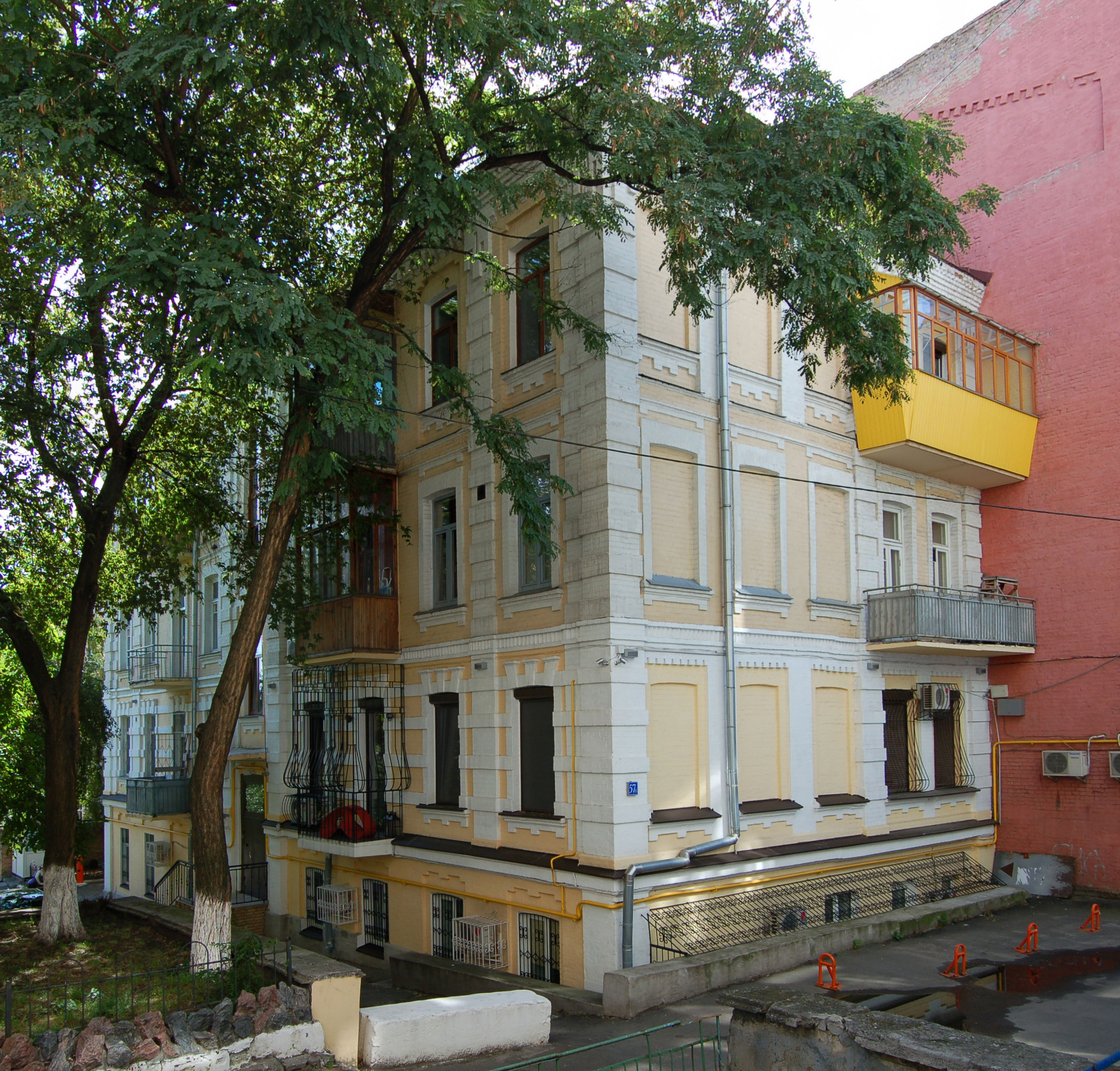
Будинок № 57-Б
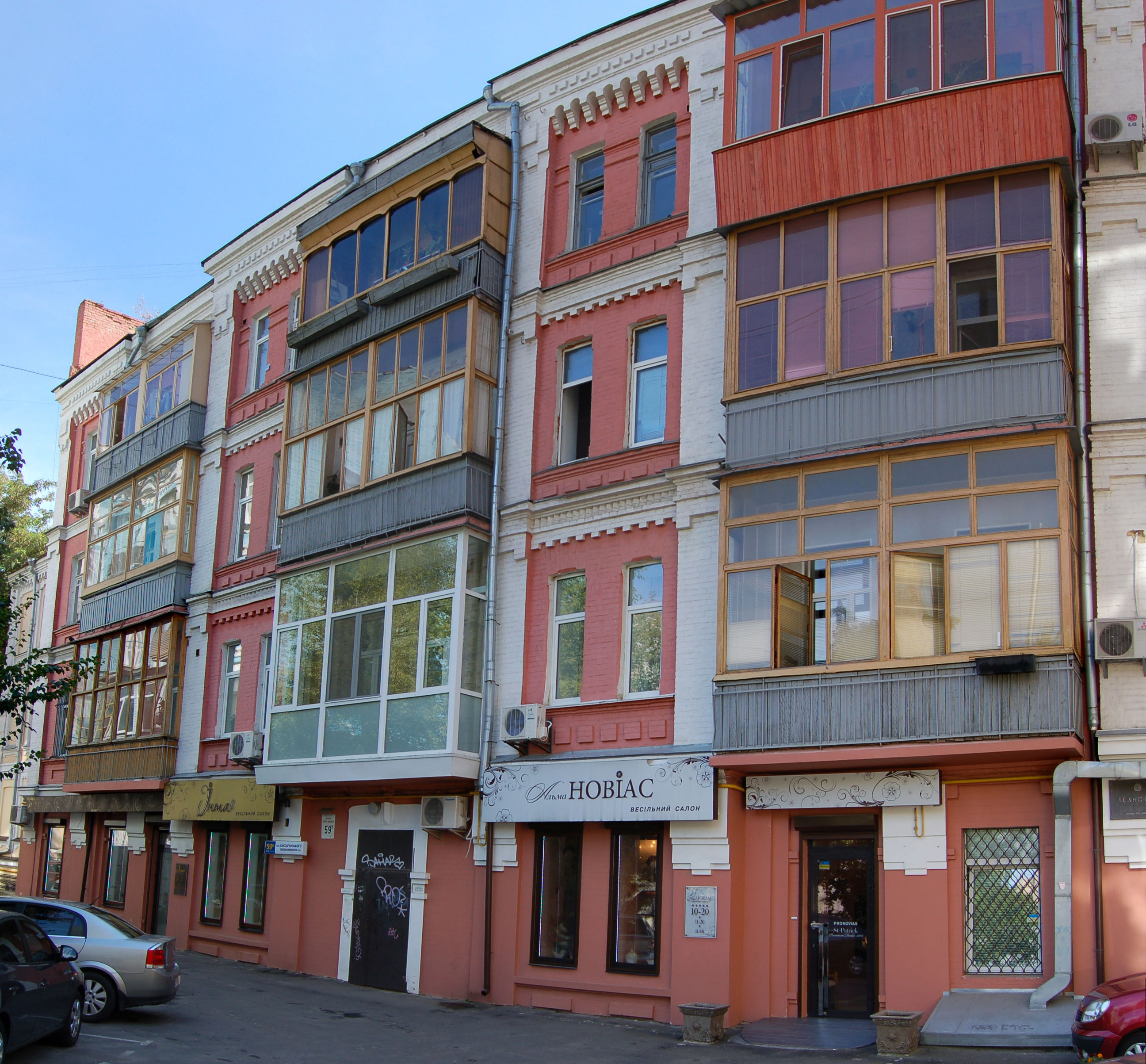
Будинок № 59-Б
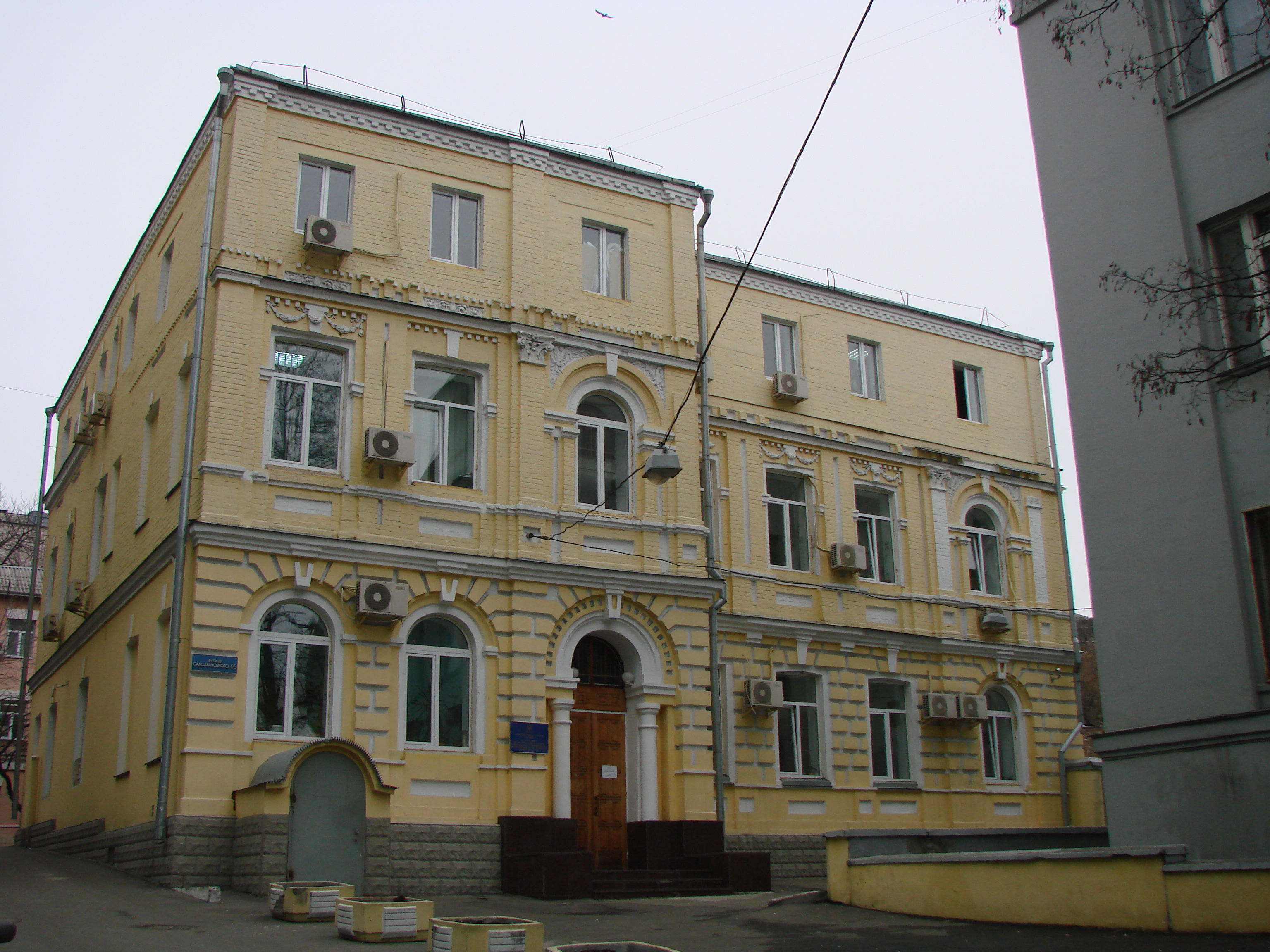
Будинок № 66
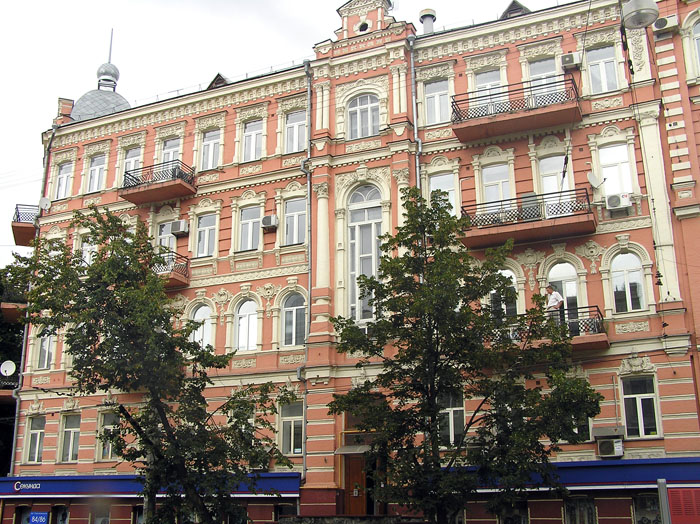
Будинок на вулиці Саксаганського, 84/86
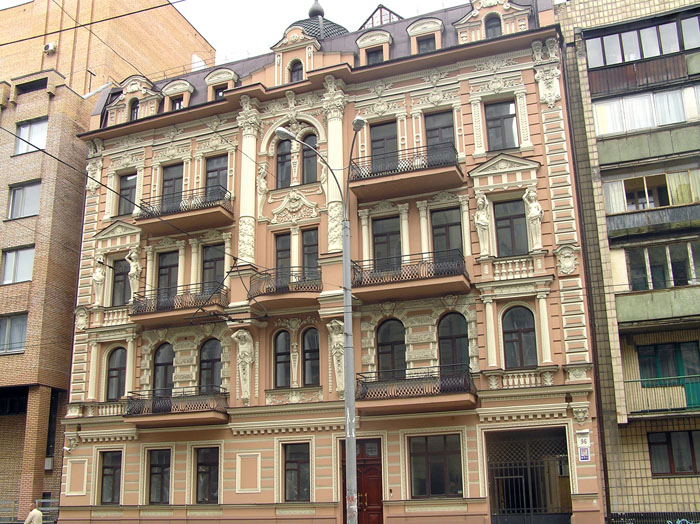
Будинок № 96
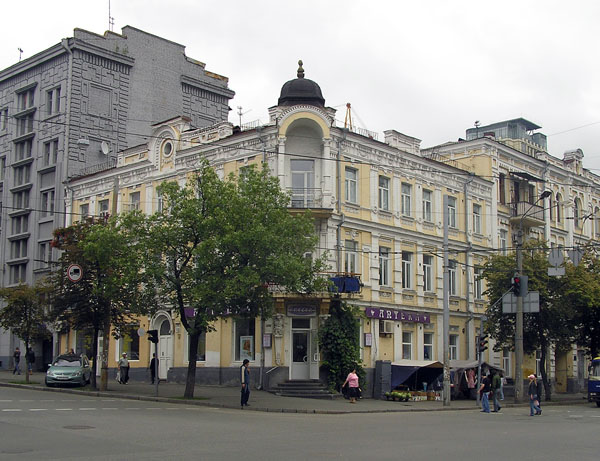
Будинок № 106
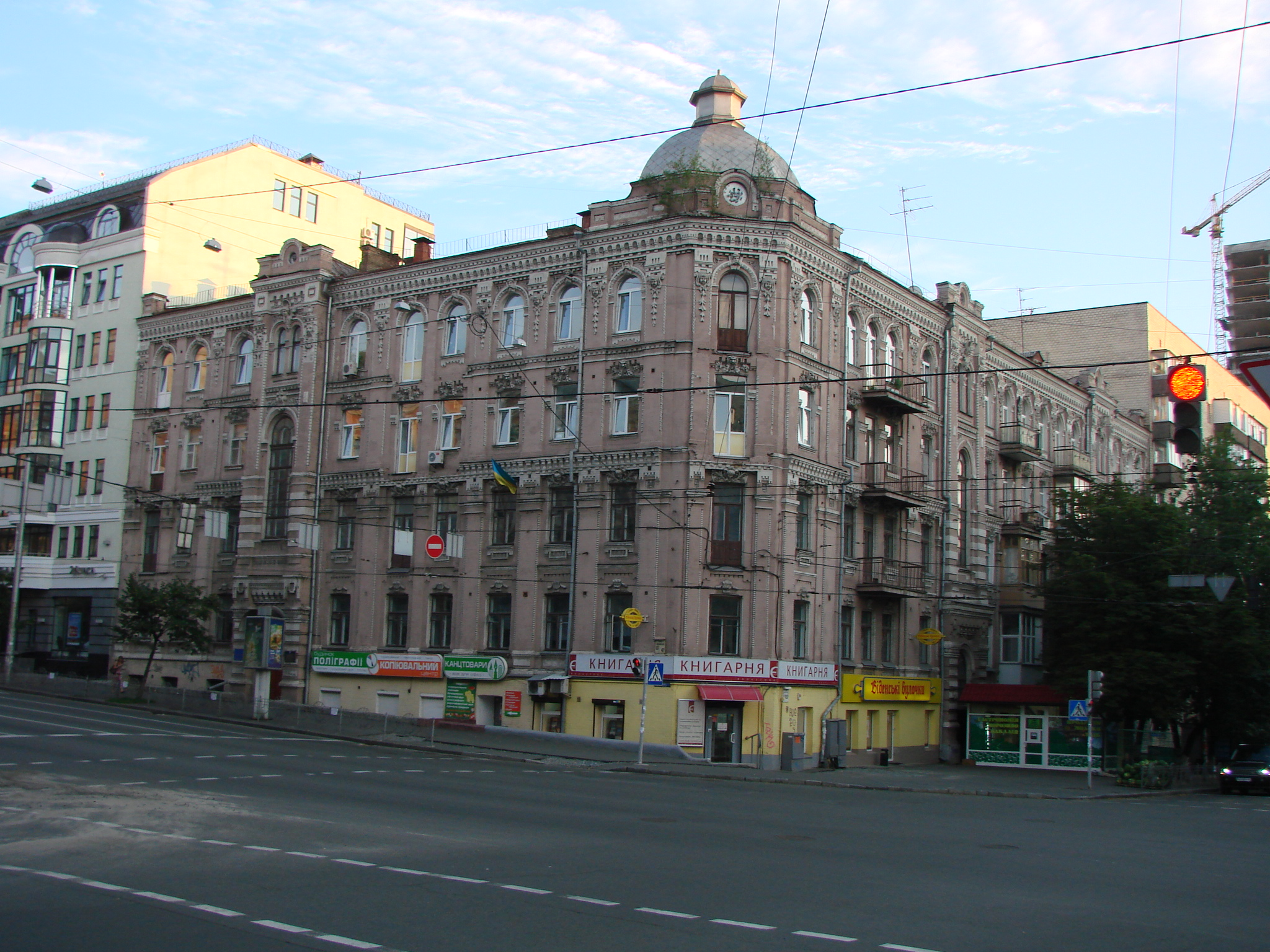
Будинок на вулиці Саксаганського, 107
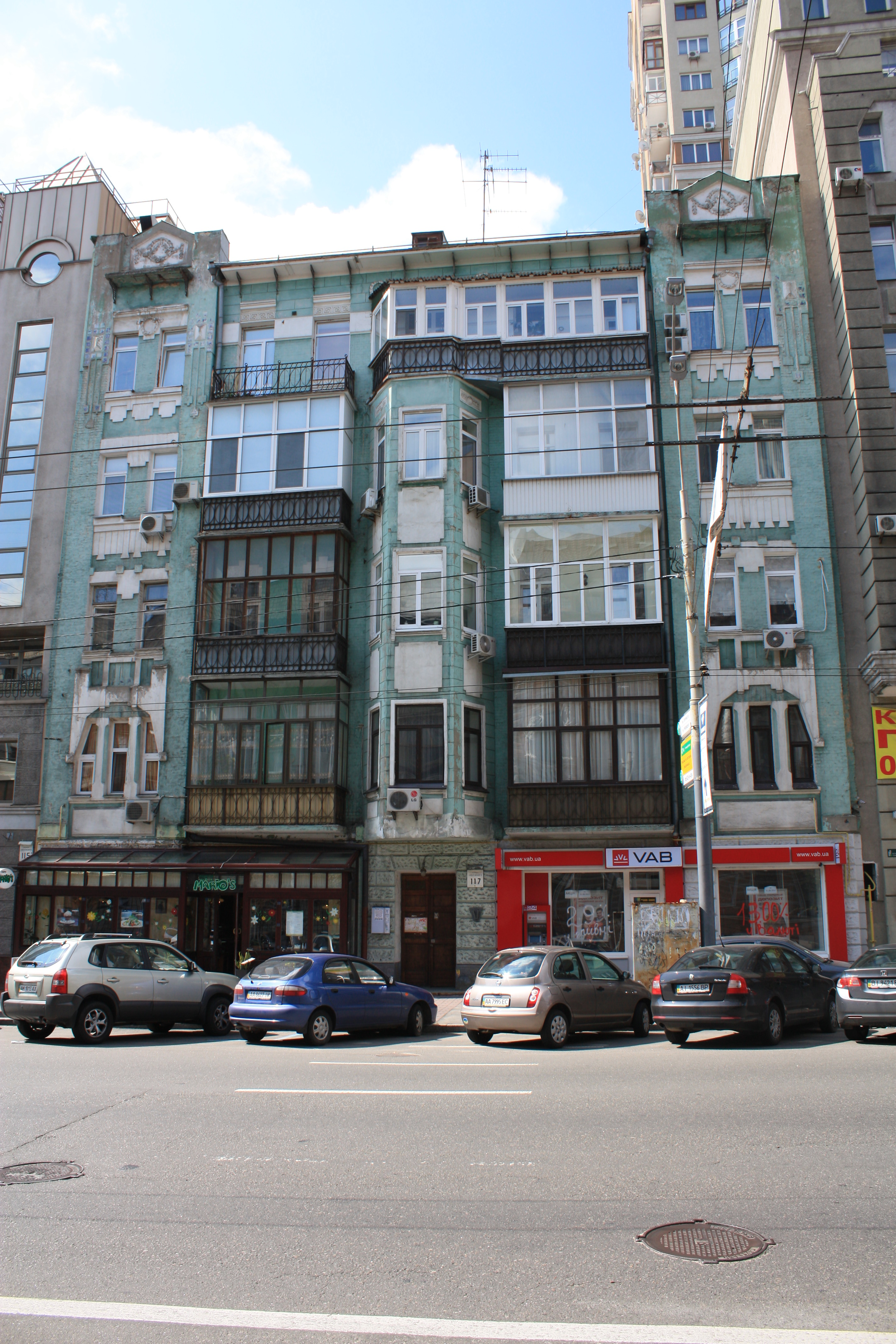
Будинок на вулиці Саксаганського, 117
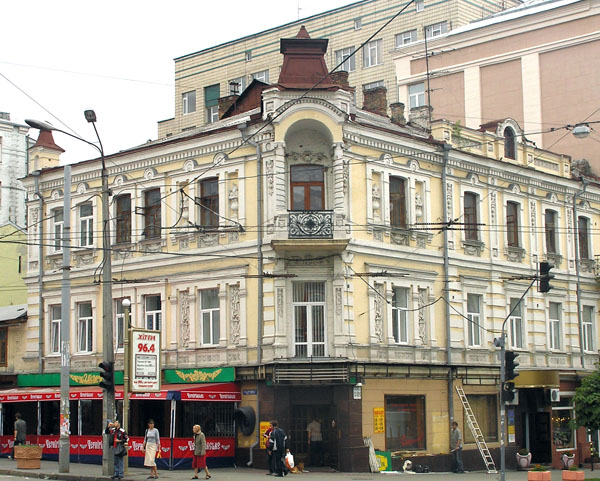
Будинок № 135
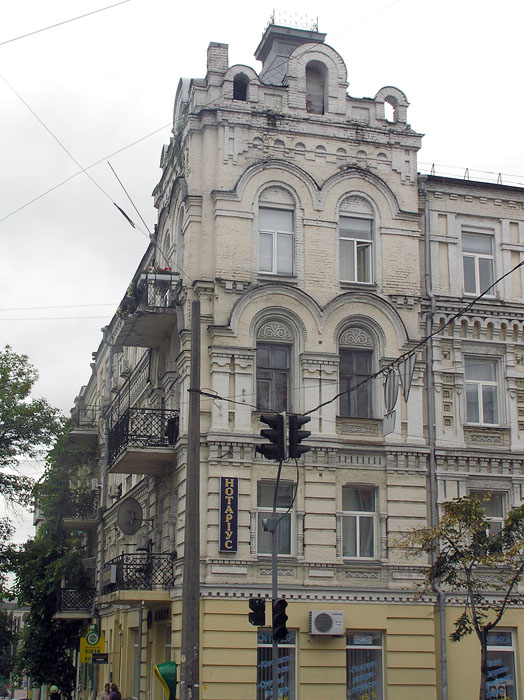
Будинок № 137
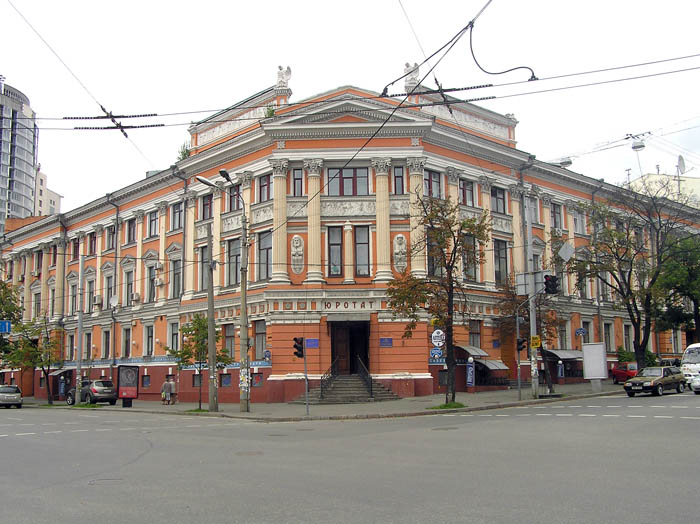
Будинок товариства ЮРОТАТ (№ 108/18)